# 中居時夫
中居 時夫（なかい ときお、1981年6月10日 -）は元プロサッカー選手。ポジションはMF、FW。

## 経歴
横浜マリノスジュニアユース、ユースでは中心選手として活躍。早くから注目されており、1996年にはU-16日本代表に選出され、U-17世界選手権（現・FIFA U-17ワールドカップ）予選のU-16アジアユース選手権に出場。翌年には2種登録され、サテライトリーグでもプレーした。
しかし1999年4月にクラブと高校を辞めて、イタリアに渡る。下部カテゴリの数クラブでプレーし、2002年には当時セリエC2に所属していたACプロ・セストとプロ契約を果たすが、2003年に同リーグの外国人枠撤廃の問題により帰国。
帰国後はショックのあまり、1～2ヶ月は家に引き篭もってしまう。その後、古巣の横浜F・マリノスの練習や東京ヴェルディの入団テストに参加するも入団には至らず、横浜スポーツ&カルチャークラブへ入団。以降はアルバイトをしながら、国内の数クラブでプレーを続けた。
2009年、知人から紹介されたアンジェロ・コロンボを介し、再度イタリアに渡り、FCボルツァーノ1996に加入。
2010年にはドイツに渡り、2013年頃から同国にサッカー留学をする選手のサポート業務も並行して行っている。
2020年、新型コロナウイルスの感染拡大により、シーズンが途中で打ち切りになって以降、プレーは行っておらず、事実上の引退となった。
2021年からはJFA登録仲介人の柳田佑介が代表取締役を務めるグロボル・フットビズ・コンサルティングのスタッフとして働き、斉藤光毅を担当している。

## 所属クラブ
- 1990年 - 1993年 横浜東SC
- 1994年 - 1996年 横浜マリノスジュニアユース
- 1997年 - 1999年 横浜F・マリノスユース（横浜商科大学高等学校中退）
- 1999年  ポンテデーラ
  - 1999年  ポンサッコ（期限付き移籍）
- 2000年 - 2002年  プロ・ヴァスト
- 2002年 - 2003年途中  ACプロ・セスト
- 2003年途中 - 2004年途中  横浜スポーツ&カルチャークラブ
- 2004年途中 - 2005年途中  AS.Laranja Kyoto
- 2005年途中 - 2009年6月  京都紫光サッカークラブ
- 2009年7月 - 2010年  FCボルツァーノ1996
- 2011年1月 - 同年6月  ヴィルゲス
- 2011年7月 - 2013年8月  TuSコブレンツ
- 2013年9月 - 2016年  TuSエルンテブリュック
- 2017年 - 2019年4月  ヒラル・マロク・ベルグハイム
- 2019年5月 - 2020年  SSVヴァイラースヴィスト